# OpenTech
OpenTech (före detta Mobile Heights) är en medlemsfinansierad, icke vinstdrivande organisation som knyter ihop aktörer inom näringsliv, akademi, offentlig sektor och civilsamhället för att skapa förutsättningar för tech-bolag att lyckas. Detta genom att vara en neutral aktör som ser till att tech-bolag får rätt stöd inom teknik, affärsutveckling och finansiering, att hitta och behålla talanger, nå ut till sin målgrupp samt växa internationellt. Detta görs genom nätverksträffar, matchmaking, facilitering av workshops, samarbetsprojekt samt genom att representera tech-Skåne på olika sätt, både nationellt och internationellt.
OpenTechs tekniska expertområden: 
- 5G, 6G & radiokommunikation
- IoT, sensorer och inbyggda system
- bildbehandling och biometri
- artificiell intelligens och maskininlärning
- cybersäkerhet

OpenTech grundades 2009 av Sony, Ericsson, Telia Company, Region Skåne, Lunds universitet och Malmö universitet och har sitt huvudkontor i Lund.
Idag finns ca 130 medlemmar och partners  i södra Sverige.
OpenTech är medgrundare till Clusters of Sweden och har utnämnts till Gold Label Cluster. OpenTech deltar i och driver ett flertal större initiativ och projekt. Ett exempel är DigIT Hub Sweden som koordineras av OpenTech, i syfte att hjälpa tillverkningsindustrin och offentlig sektor i södra Sverige att digitalisera.